# Дом мальвы
«Дом ма́львы» (англ. Hollyhock House) — дом, построенный в 1919—1921 годах по проекту американского архитектора Фрэнка Ллойда Райта в соседстве Восточный Голливуд города Лос-Анджелес. Изначально строился как резиденция богатой наследницы нефтяной компании Эйлин Барнсдалл, покровительствовавшей театру. Особняк был спланирован так, чтобы во дворе можно было ставить спектакли. Вокруг здания предполагалось возвести небольшой театральный городок.
Дом мальвы положил начало недолгому, но яркому направлению в калифорнийской архитектуре — неомайянскому стилю, в котором было творчески переработано наследие архитектуры майя. В 1920-е годы Райт возвёл в Калифорнии ещё несколько особняков в неомайянском стиле.
В июле 2019 года здание было включено в список Всемирного наследия ЮНЕСКО, вместе с ещё семью зданиями архитектора, став первым случаем, когда американская архитектура новейшего времени удостоилась упоминания в списке. Дом мальвы известен в первую очередь из-за ярко выраженной в нём архитектурной философии — объединении внутренних и наружных жилых помещений в связанное пространство.

## История
Эйлин Барнсдалл первоначально планировала, что дом станет частью театрального городка, который она собиралась возвести на земельном участке известном как Олив Хилл, но задуманное так и не было реализовано до конца. Особняк стал вторым проектом Райта в Калифорнии, после дома Джорджа Стюарта 1909 года постройки. В непривычном для Райта ключе, он не контролировал большую часть строительных работ, так как в то время был занят строительством Империал Отеля в Японии. Архитектор поручил следить за строительством своему помощнику Рудольфу Шиндлеру и своему сыну. Райт-старший был уволен Эйлин Барнсдалл в 1921 году из-за перерасхода средств.
Разочарованная затратами на строительство и обслуживание, Барнсдалл подарила особняк городу в 1927 году, с условием что в нём в течение 15 лет будет размещаться центральный офис «Калифорнийского клуба искусств». В течение долгого времени дом использовался в качестве художественной галереи, а также в нём размещались Объединённые организации обслуживания. Начиная с 1974 года город выделил средства на серию реставрационных работ, но здание было повреждено в ходе Нортриджского землетрясения 1994 года. Особняк был повторно отреставрирован и открыт для посещения в июне 2005 года.
В 2005 году некоммерческая организация «Project Restore» инициировала новый 10-летний проект реставрации, предусматривавший реставрацию полов, деревянных покрытий, дверей, скульптуры и штукатурки. Отреставрированное здание открыли в 2015 году. В 2007 году Министерство внутренних дел США присвоило особняку статус Национального исторического памятника.
В 2015 году Служба национальных парков США сообщила, что дом Мальвы, совместно с другими девятью зданиями, построенными Фрэнком Ллойдом Райтом, внесены в предварительный список объектов Всемирного наследия. Пересмотренный список был принят в 2018 году к рассмотрению. В итоге восемь построек были объединены в заявке под названием «The 20th-Century Architecture of Frank Lloyd Wright» и в таком виде внесены в список Всемирного наследия в июле 2019 года. Данный случай стал первым, когда американская архитектура новейшего времени удостоилась внимания ЮНЕСКО.

## Галерея

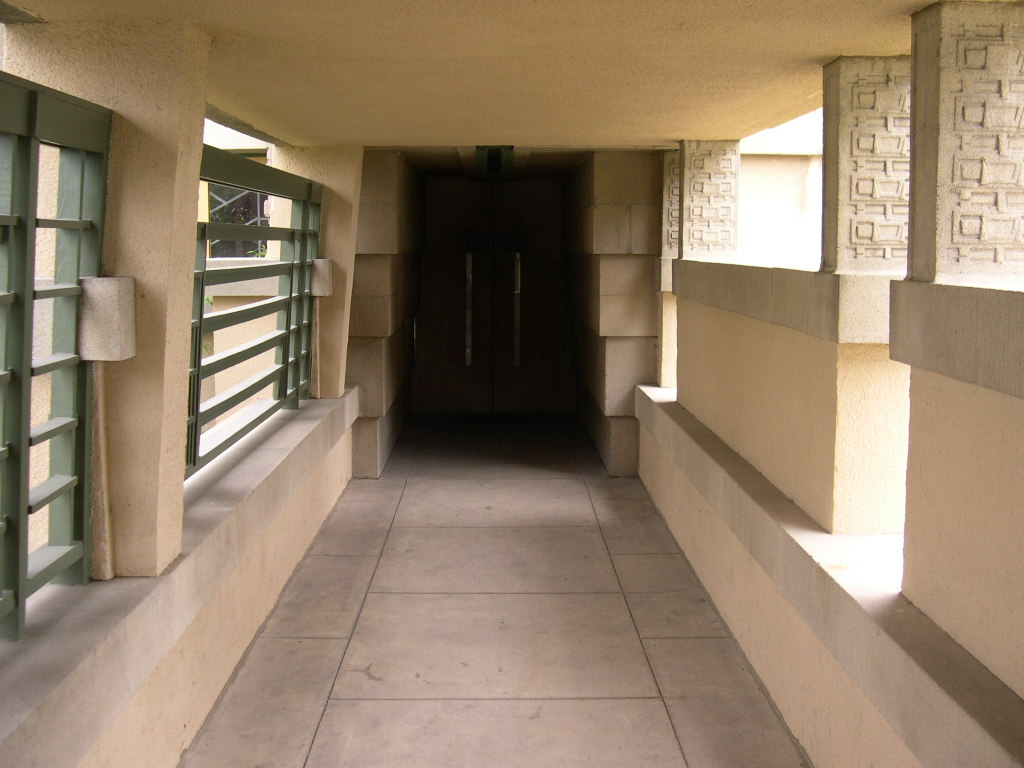
Вход-туннель с резьбой в виде мальв
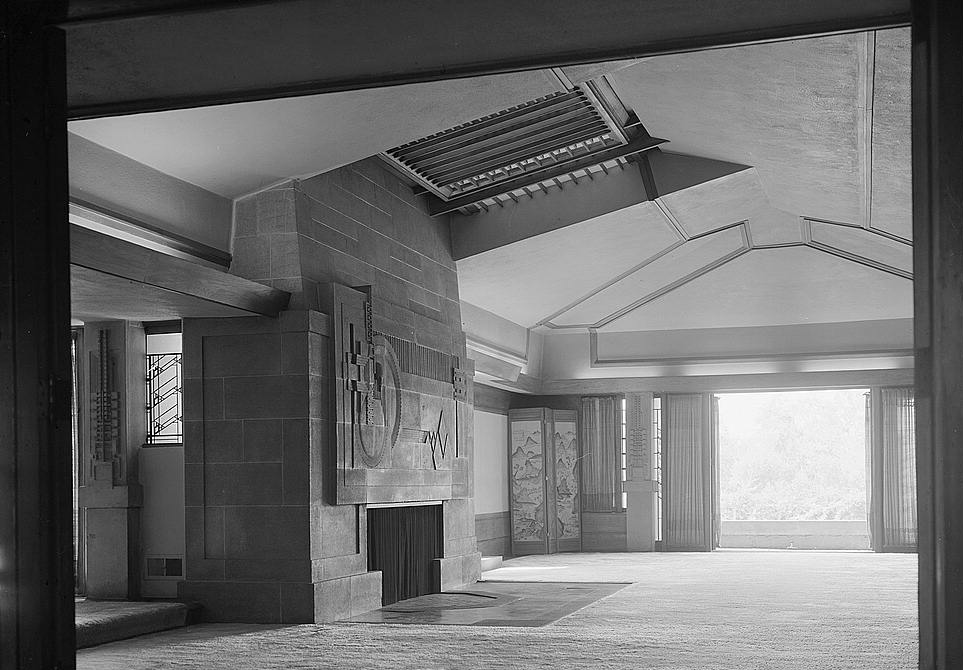
Гостиная с камином (1965). Вытяжка камина украшена рельефом авторства Райта.
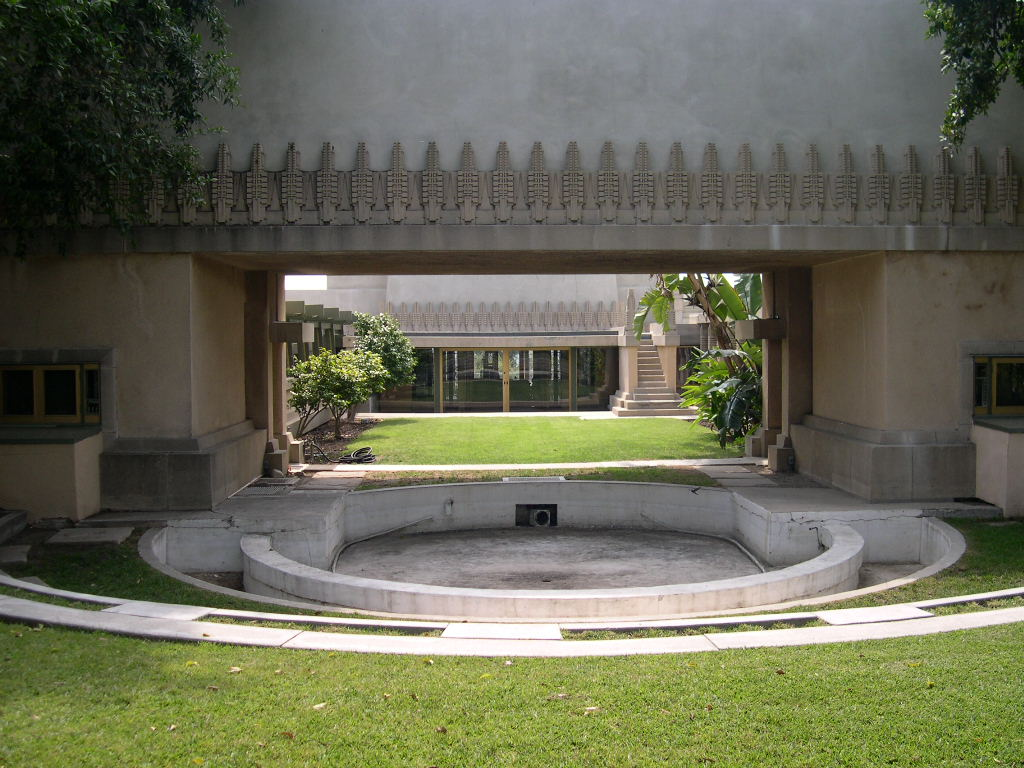
Вид на бассейн
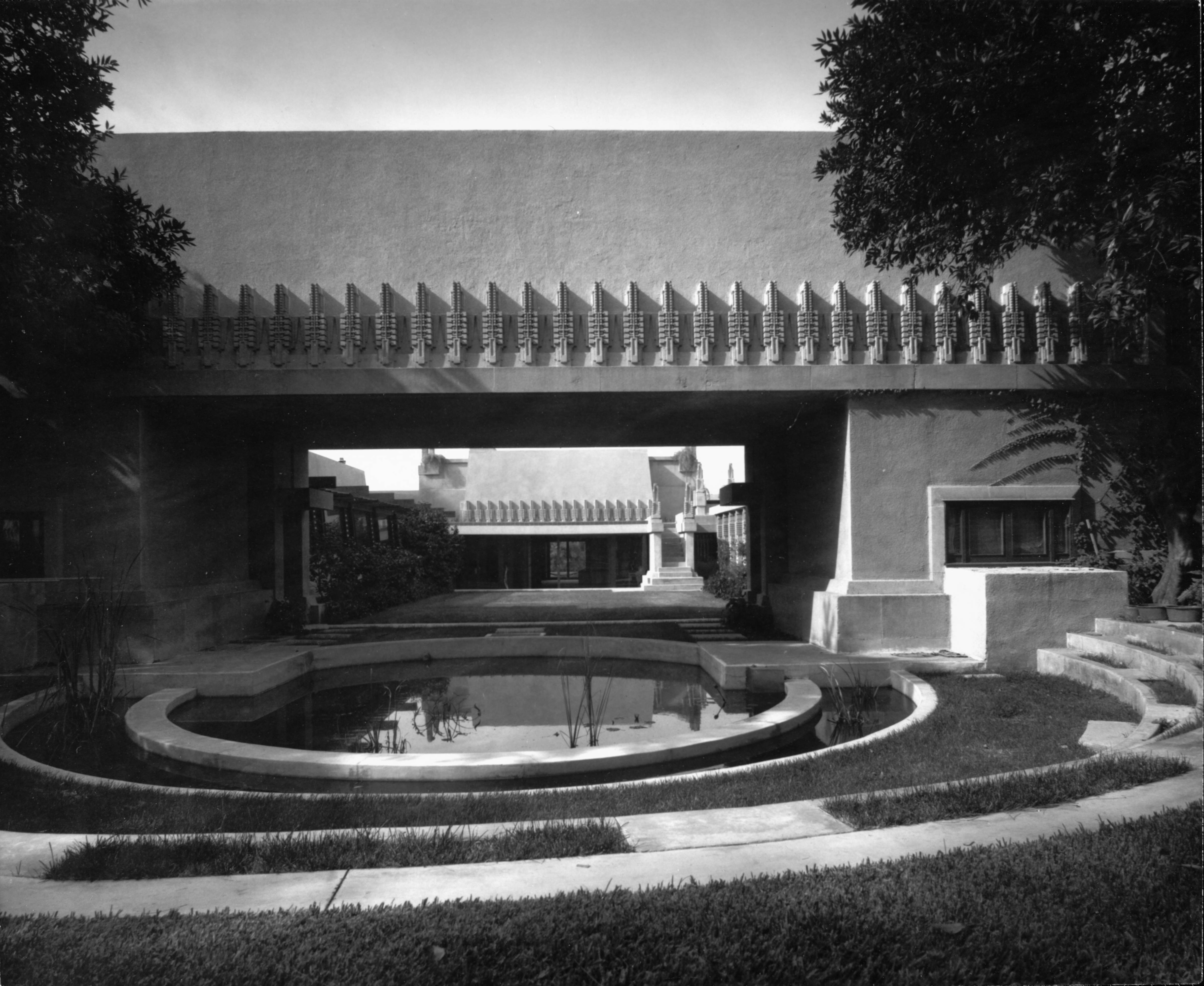
Вид на бассейн (1921)
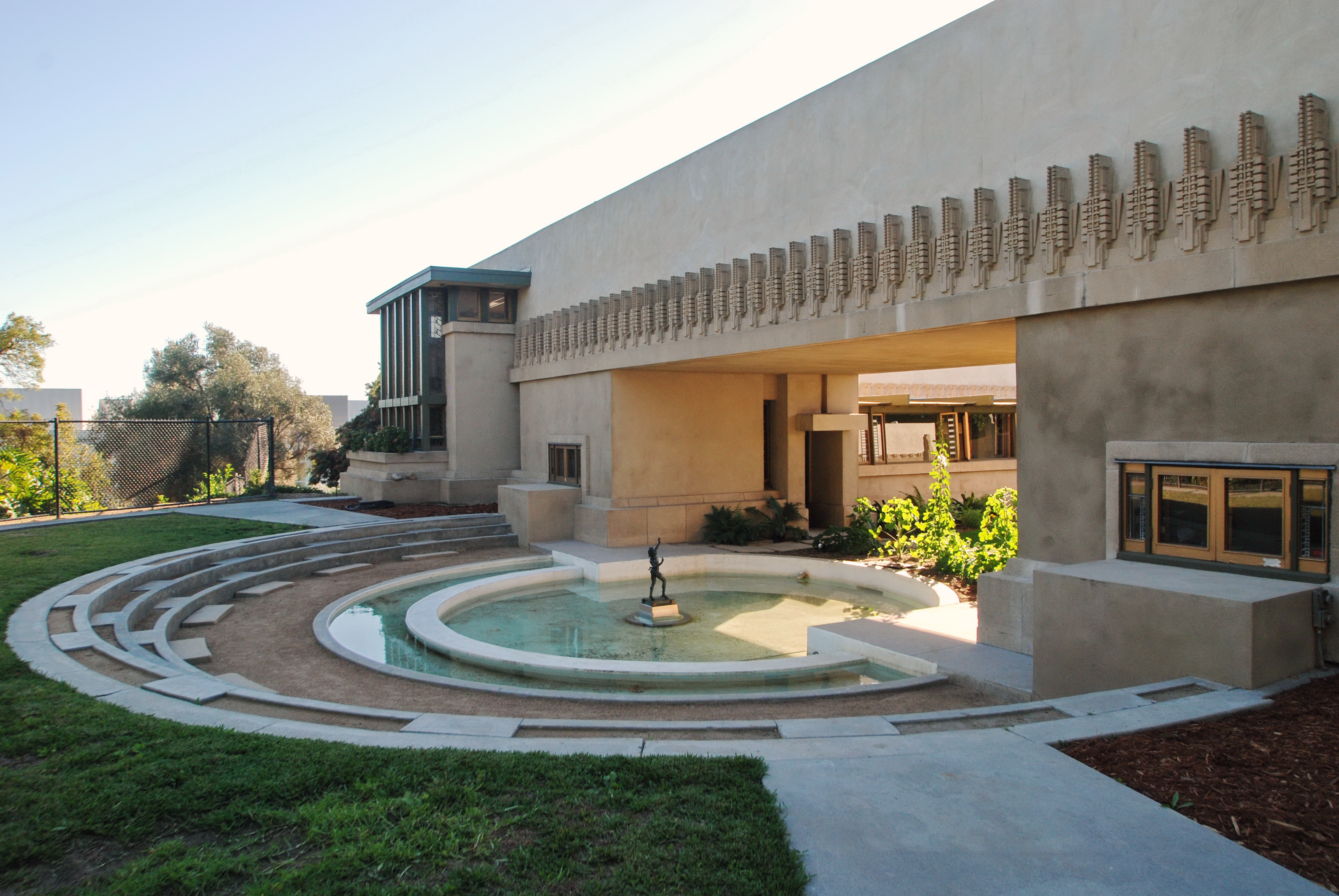
Круглый бассейн после раставрации (2015)
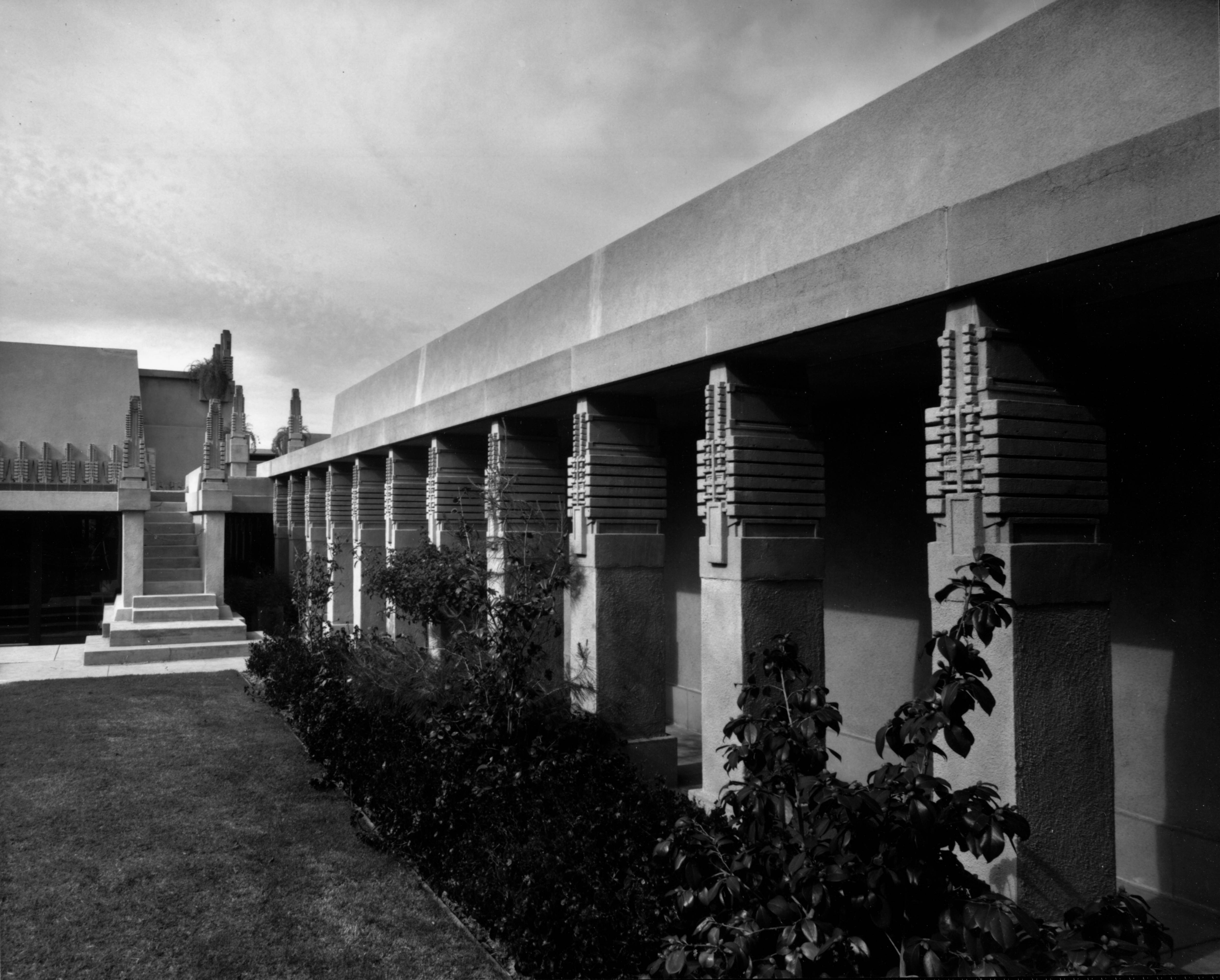
Часть центрального дворика (1921)
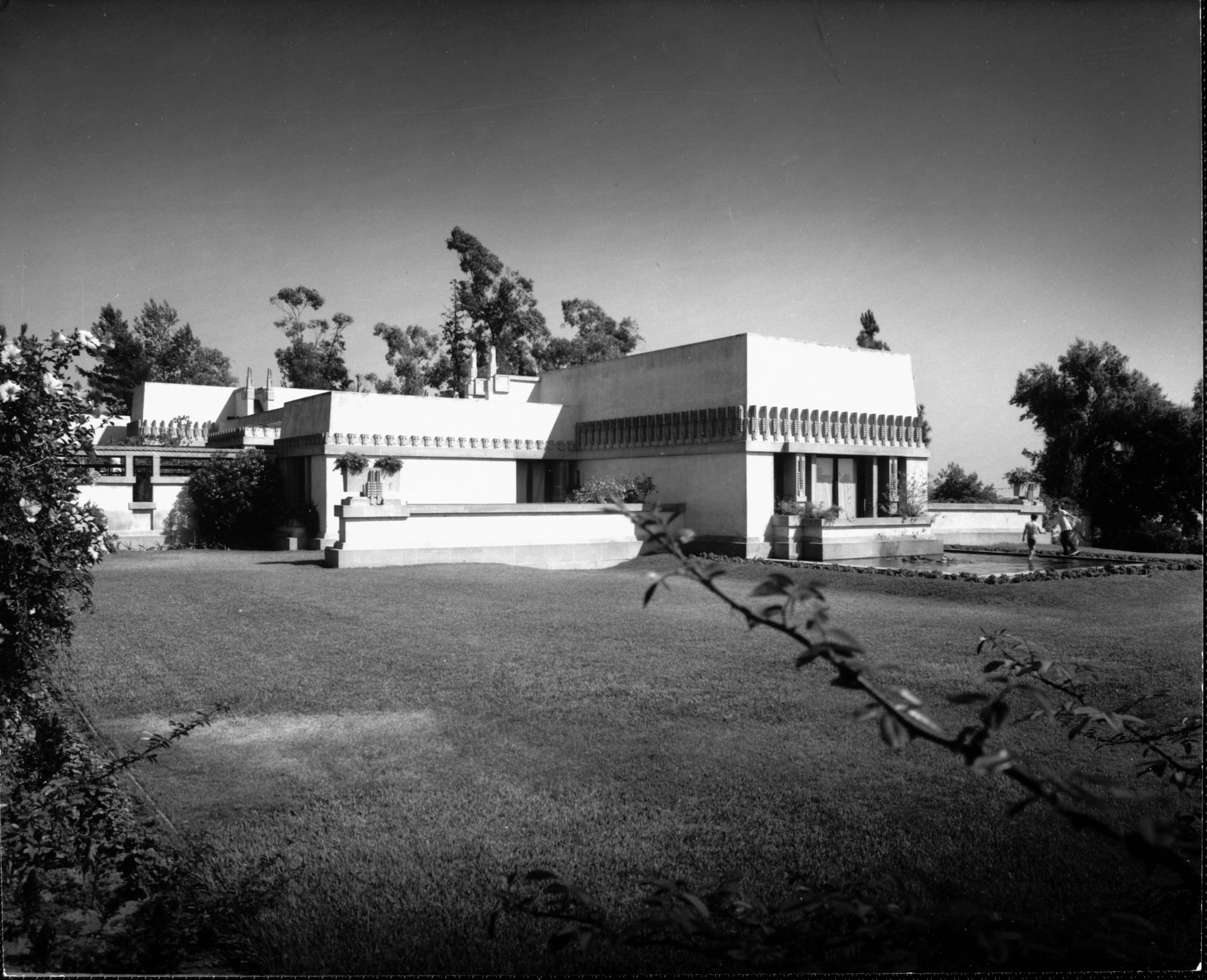
Вид на особняк (1921)
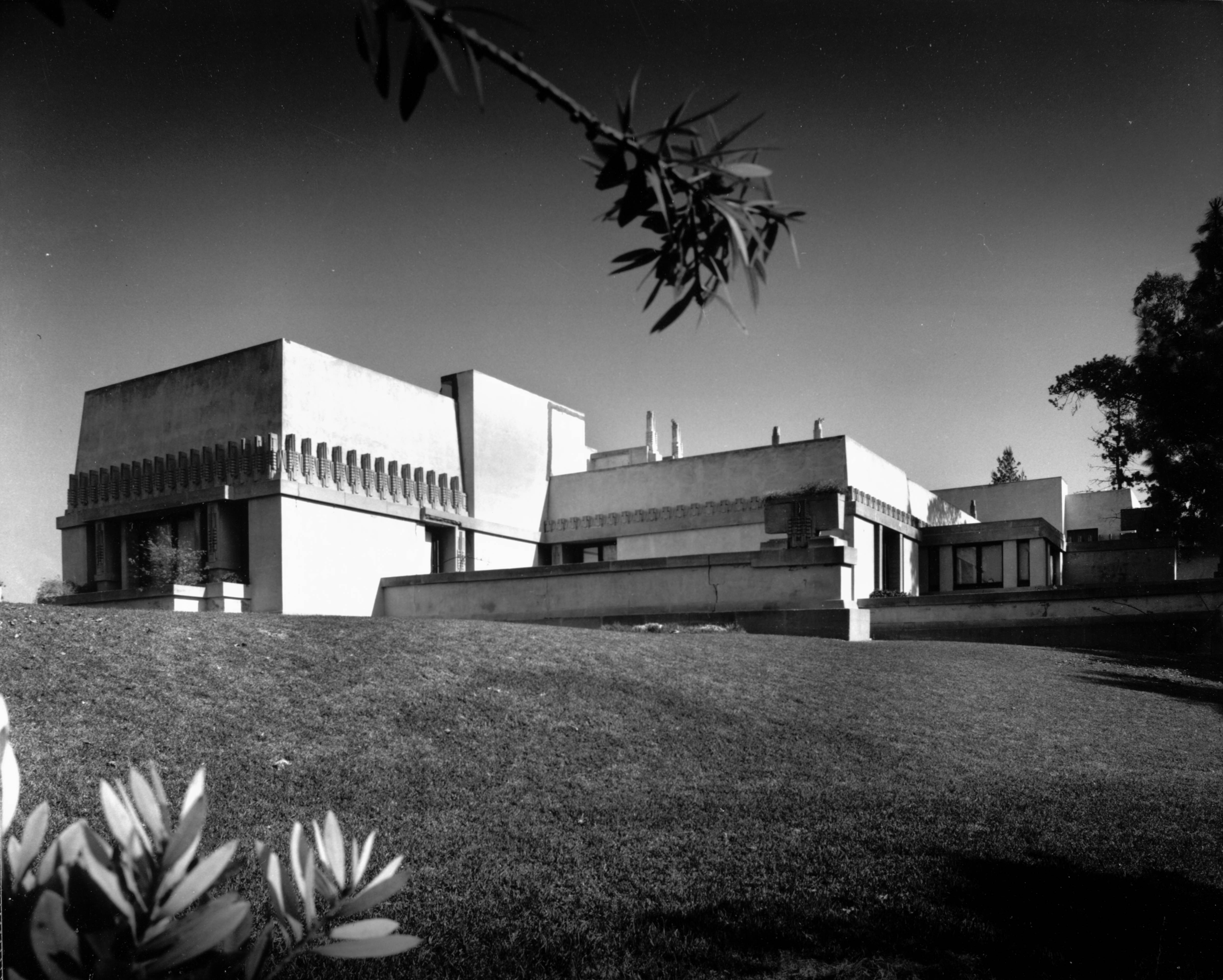
Вид на особняк (1921)
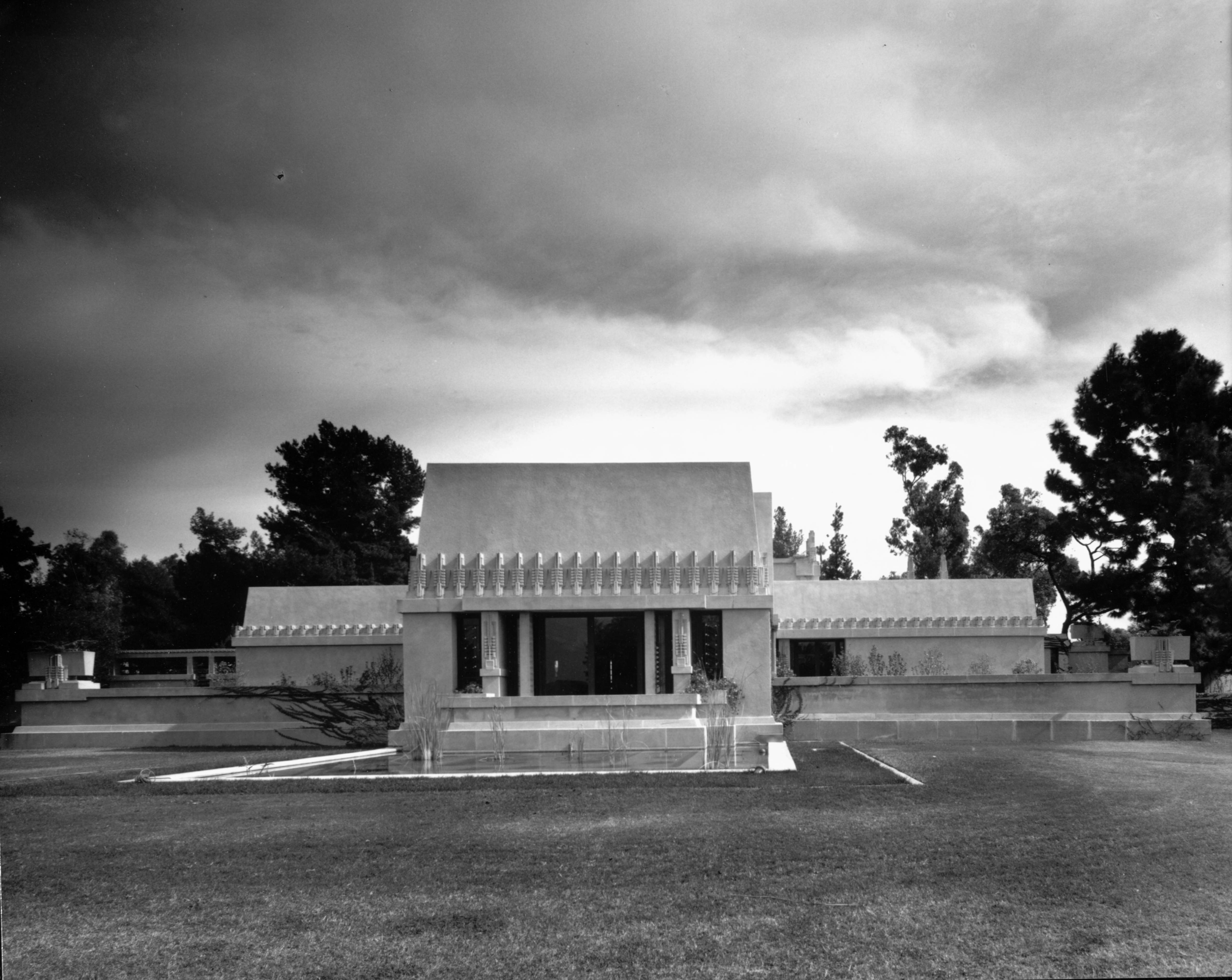
Вид на особняк (1921)
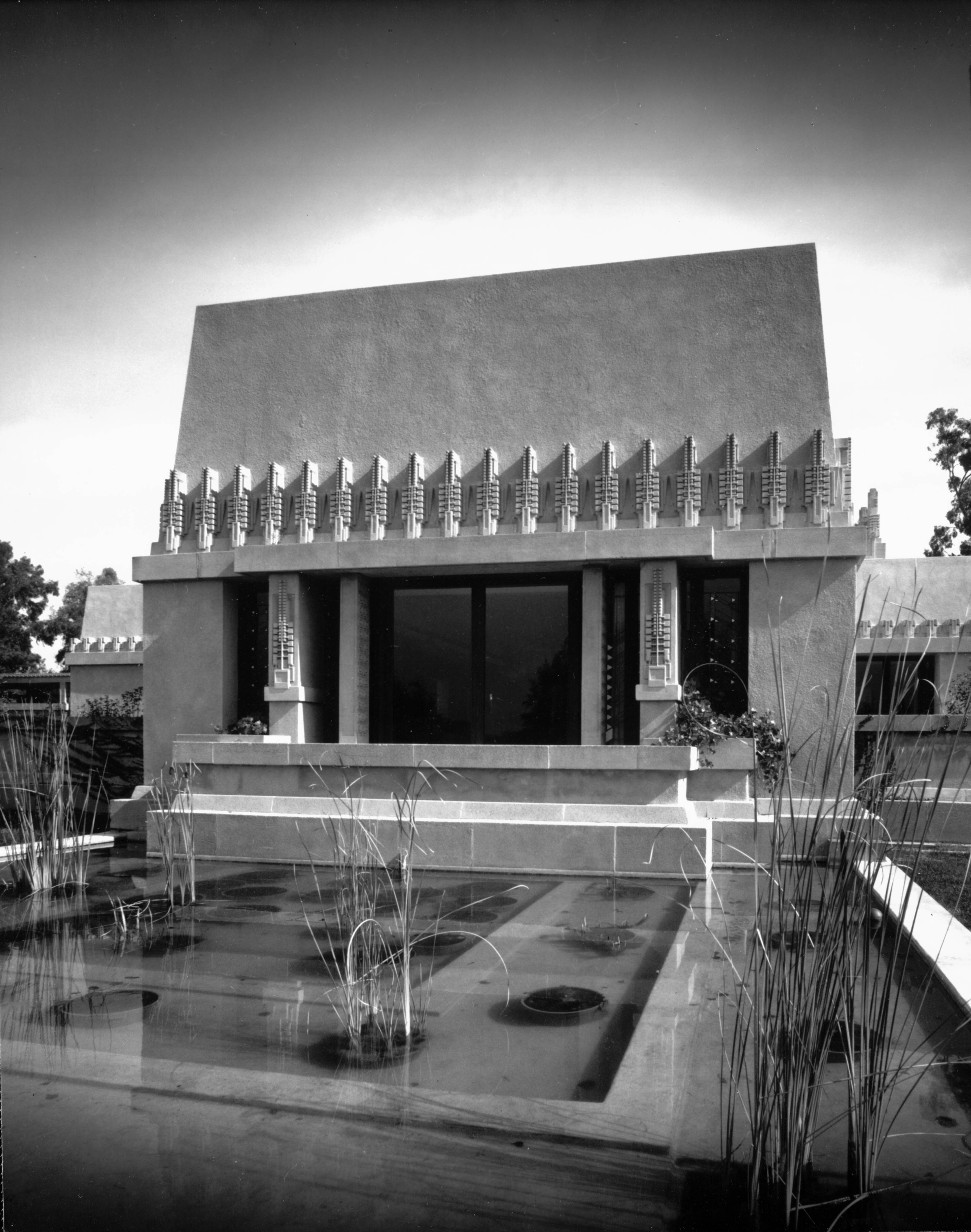
Вид на особняк (1921)
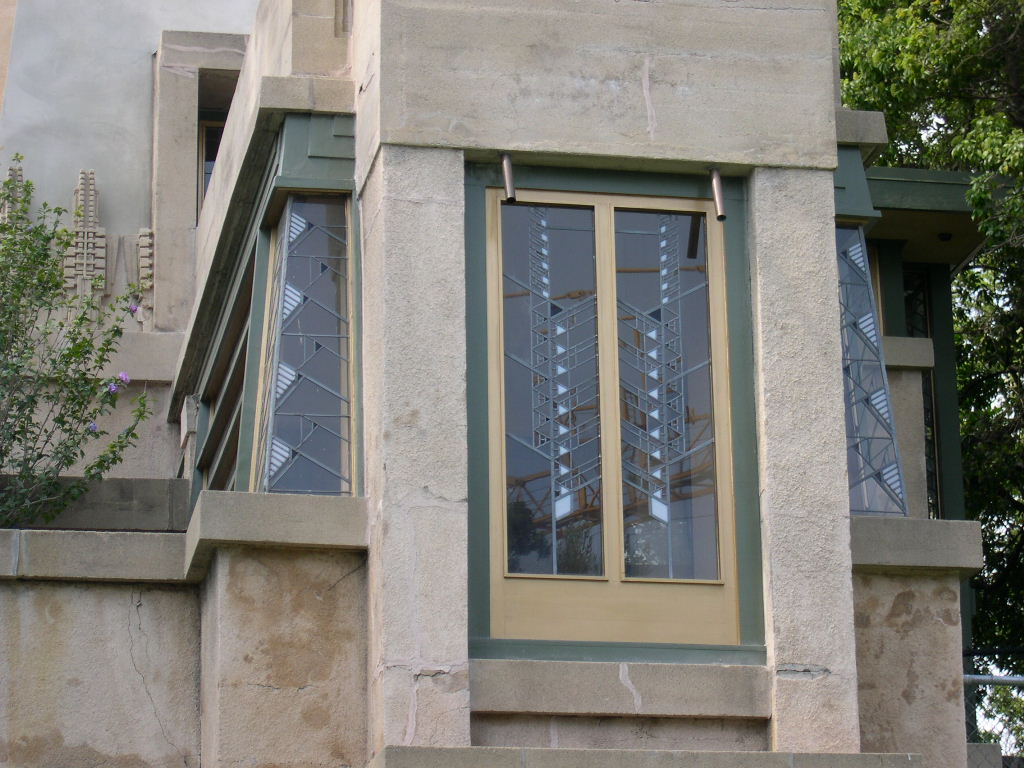
Дизайн стёкол в доме обыгрывает тему мальвы
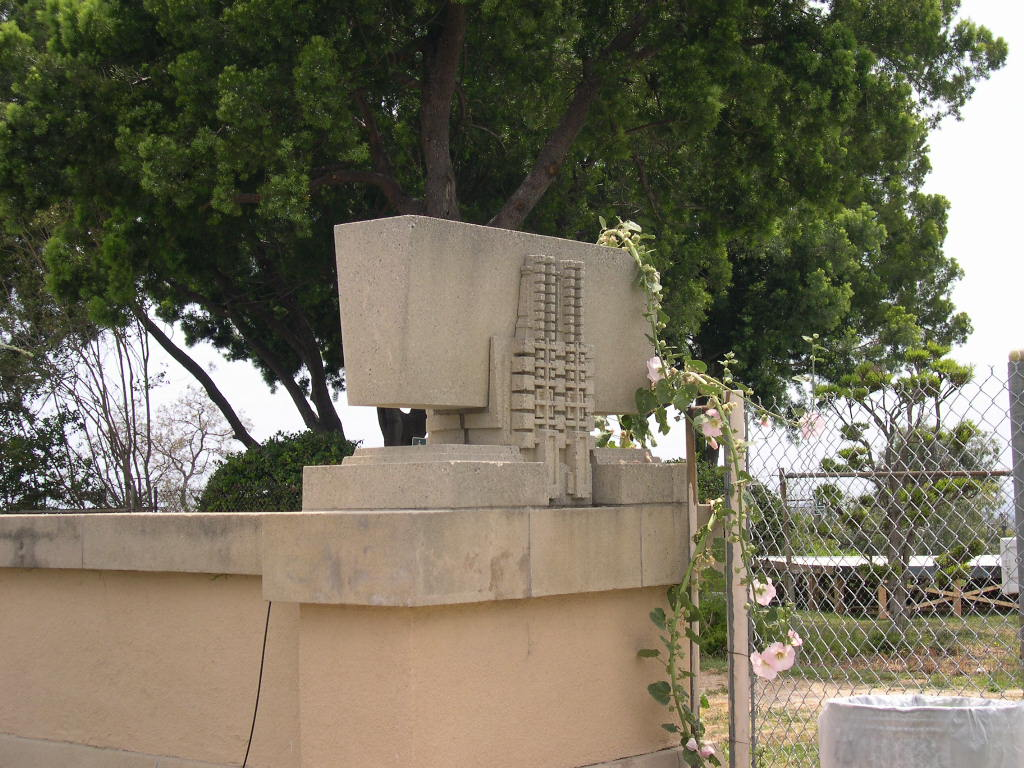
Резьба в виде мальв украшает наружное кашпо